# Tolsona
Tolsona és una concentració de població designada pel cens dels Estats Units a l'estat d'Alaska. Segons el cens del 2000 tenia 27 habitants.

## Demografia
Segons el cens del 2000, Tolsona tenia 27 habitants, 9 habitatges, i 5 famílies La densitat de població era de 0,2 habitants/km².
Dels 9 habitatges en un 44,4% hi vivien nens de menys de 18 anys, en un 33,3% hi vivien parelles casades, en un 0% dones solteres, i en un 44,4% no eren unitats familiars. En el 33,3% dels habitatges hi vivien persones soles el 33,3% de les quals corresponia a persones de 65 anys o més que vivien soles. El nombre mitjà de persones vivint en cada habitatge era de 3 i el nombre mitjà de persones que vivien en cada família era de 4,2.
Per edats la població es repartia de la següent manera: un 37% tenia menys de 18 anys, un 11,1% entre 18 i 24, un 29,6% entre 25 i 44, un 22,2% de 45 a 60 i un 0% 65 anys o més.
L'edat mediana era de 32 anys. Per cada 100 dones de 18 o més anys hi havia 142,9 homes.
La renda mediana per habitatge era d'11.250 $ i la renda mediana per família de 0 $. Els homes tenien una renda mediana de 0 $ mentre que les dones 0 $. La renda per capita de la població era de 10.000 $. Cap de les famílies estaven per davall del llindar de pobresa.

## Poblacions més properes
El següent diagrama mostra les poblacions més properes.